# ديفيد هيلير
ديفيد هيلير (بالإنجليزية: David Hillier)‏ هو لاعب كرة قدم بريطاني، ولد في 18 ديسمبر 1969 في بلاكهيث في المملكة المتحدة. شارك مع منتخب إنجلترا تحت 21 سنة لكرة القدم. أما مع النوادي، فقد لعب مع نادي أرسنال ونادي بارنت ونادي بريستول روفيرز ونادي بورتسموث.

## وصلات خارجية
- ديفيد هيلير على موقع الاتحاد الأوربي (الإنجليزية)
- ديفيد هيلير على موقع قاعدة بيانات كرة القدم.إي يو (الإنجليزية)
- ديفيد هيلير على موقع Soccerbase.com (لاعب) (الإنجليزية)
- ديفيد هيلير على موقع عالم كرة القدم.نت (الإنجليزية)